# Dasyuris anceps
Dasyuris anceps är en fjärilsart som beskrevs av Butler 1877. Dasyuris anceps ingår i släktet Dasyuris och familjen mätare. Inga underarter finns listade i Catalogue of Life.